# マーセナリーズ2 ワールド イン フレームス
『マーセナリーズ2 ワールド イン フレームス』（Mercenaries 2: World in Flames）は、2005年4月、PlayStation 2で発売されたコンピュータゲーム『マーセナリーズ』の続編。PS3、Xbox 360、PC、PS2でリリースされた。PS2版については他機種版とは異なる企業が制作したため、かなり異なった内容になっている。ダウンロード版は全て販売終了となった。

## ストーリー
2010年8月、内戦が激化するベネズエラ。石油ビジネスマンのラモン・ソラーノは、監禁されているベネズエラ軍のカルモナ将軍の救出を主人公に依頼した。主人公によってカルモナは無事救出されたが、後のクーデターの障害と判断したソラーノは、報酬を払わず主人公の抹殺を試みる。主人公は、負傷しながら辛くも脱出した。ほどなくして、ソラーノはカルモナと共に軍事クーデターを起こし、ベネズエラの暫定政府大統領に就任する。石油国有化などの急進的な政策を行ったが、その行動が国際社会からの介入を招く。裏切られた主人公はソラーノに応酬するため彼の元へ乗り込むことにした。

## 概要
舞台
内戦に揺れるベネズエラを忠実に再現されている。プレイヤーは傭兵（マーセナリー）となり、各組織から依頼される任務を遂行していく。
新要素
- 前作ではプレイヤーは泳げなかったが、今作では水泳の概念が導入され、各種船舶など水上を移動する手段も存在する。
- 複数のプレイヤーとミッションをこなすマルチプレイヤーモードなど、新要素が多数盛り込まれている。
- ヘリコプター、ジェット機のパイロット、メカニックを雇用することができるようになり、彼らから様々なサポートが受けられるようになった。
- 戦車、ヘリコプターをハイジャックする際コントローラーボタンの操作が必要になった。
- 空爆・ヘリコプターによる移動・物資を持ってきてもらう際には燃料が必要になった。燃料タンクは各軍の基地（無人基地を含む）に置いてある他、各軍のショップから燃料の購入が可能。

PDA
前作にも登場した、プレイヤーが携帯している小型情報端末機。今作はメールシステムが廃止されたが、地図メニューにナビゲーション・システムが追加された。端末には、備品庫リスト、各情報、友好度のゲージ、ミッションの内容や会話ログ、ゲーム進行の情況を各モードで確認できる。
友好度
前作に引き続き設定され、味方、中立、敵対的に分けられている。また、プレイヤーが友好相手の兵士を殺害、基地施設を破壊するところをその仲間の兵士に目撃されると通報され、一定時間内にその兵士を排除しないと友好度が下がったり一気に敵対関係になる。また、既に敵対関係の場合は援軍が呼ばれる。もし敵対になった場合はフィオナを通じて相手組織に現金を支払えば関係が修復される。
カモフラージュ
乗り物による偽装。前作より敵対側に正体が判明するまでの時間が長くなり、ゲージで表示されるようになった。
高価値目標（HVTs）
各組織から依頼される、敵対側幹部の暗殺または拘束するボーナス目標。前作に存在した「DECK OF 52」に代わる任務。対象者を拘束すれば定められた報酬を貰えるが、その人物が死亡してしまうと、金額が半額になる。
目標物破壊
上記と同様に各組織から依頼される。指定された建造物、または船舶を破壊すれば、報酬が貰える。
GSRN（Global Satellite Reporting Network）
前作にも登場しているが、今作でもニュースデモでベネズエラ情勢を伝えている。ただし、今作ではリポーターやカメラマンが登場していない。
スペアパーツ
マップ内に散らばっている。オレンジ色の工具箱に入っているパーツ10個を一口（最初は20個）として回収するとメカニックのエヴァから改造車を購入することができる。全部で100個ある。
前哨基地
各組織から数ヶ所のソラーノ軍基地を占領するように依頼される。任務が完了すると、購入できるアイテムが増える。
民間人
主に都市部にいる。今作も一般人を殺害してしまうと罰金を支払わなければならないが、各組織との友好度は下がらない。PS2版では、民間人をいくら攻撃しても殺傷できないが、攻撃した分の罰金が取られる。
連絡員
各組織に属する将校たち。前哨基地確保任務終了後に制圧地点にて出現し、各乗物、武器や空爆要請の購入ができる。

## 登場する組織
国連軍/連合軍（Allied Nations）
軍事クーデター後アメリカが派遣した多国籍軍。アメリカを筆頭にイギリス、フランス、ロシアで構成されているが、米軍以外は後方支援に回っている模様。首都のカラカス周辺に多数基地がある。国連軍の名の下に、ベネズエラ国内でのPKOを主要任務としているが、裏では主力のアメリカがベネズエラの石油資源奪取を狙っており、そのためUPとは友好関係にあるが、アジアン軍、海賊と対立している。
登場する組織の中でトップクラスの武器・車両装備を整えている。兵士はグレーの軍服、青色のヘルメットを着用し、主要武器はコンバットライフル。
前作同様、「国連軍」とは国家連盟軍の略と思われるが、作中では全て「連合軍」に置き換わっている。
アジアン軍（Chinese Army）
中国人民解放軍。前作で登場した周・鵬大佐が、今作では将軍（上将）に昇進している。ベネズエラに駐屯し、アジアン軍の指揮をとっている。クマナにある聖アンソニー城に指令本部がある。
表向きはベネズエラでの平和維持活動であるが、国連軍同様にベネズエラの油田を狙っており国連軍、UPと対立しているが、同時に国内の共産化を推進するためにP.L.A.Vに資金や物品などを提供して支援し、犯罪組織の海賊とは対立している。
人員は全勢力中最大規模で、兵士は緑（ネクタイ式）またはグレーの軍服を着用。装備はブルパップライフルやSMG、燃料気化ロケットランチャー。
政治的配慮からか、PS2日本版ではネクタイ式の軍服を着ているアジアン軍兵士は双眼鏡でのぞくと「士官」と表示されるが他の機種また、PS3のアジア版では「兵士」（Chinese soldier）と表示され、作中の「中国軍（Chinese Army）」や「人民解放軍（PLA）」などを含む台詞の字幕も全て「アジアン軍」と訳されている。
ベネズエラ軍（VZ）
ソラーノ支持派のベネズエラ国軍。厳密には非正規軍のため「ソラーノ軍」と表記する場合もある。プレイヤーと他の5勢力と対立。序盤ではベネズエラ国内を席巻しているが、ストーリー進行につれて規模は縮小していき、後半では他勢力同士の戦闘が活発化する。HVT確保では自ずから投降する将校が多いなど、さほど士気は高くない。
兵士は茶系の軍服を着用。武器はアサルトライフルやRPGを主に所持している。
P.L.A.V（People's Liberation Army of Venezuela）
ベネズエラ人民解放戦線。ソラーノ政権打倒とベネズエラの社会主義化を目指す反政府ゲリラ。マップ南部のアマゾンなど密林地帯に拠点を構える。ベネズエラの共産化を目論むアジアン軍から資金の援助を受けており、外国企業であるUPを資本主義の象徴として国連軍とともに敵視している。指導者はマルセラ・アコスタ。
メンバーの保有兵器はAKMや改造したアメリカ製兵員輸送車などであり、装備はVZ軍より劣る。
ユニバーサル石油（UP、Universal Petroleum）
アメリカのテキサス州に本社を置く大手石油企業。石油施設を警備するため、多くの傭兵を雇用している。特殊部隊風の黒色の戦闘服を着用し、カービンを所持している。装備は連合軍より若干劣る程度。代表取締役はロレイン・ルビン。
ベネズエラ国内の石油事業を国有化しようとしているソラーノ政権やアジアン軍、P.L.A.V、海賊と対立している。
海賊
マラカイボ北部の島に本拠地を置くジャマイカ系の海賊。国内の内戦状態には関心が無く、盗品をブラック・マーケットに販売して利益を得ている。そのためかほぼ全ての勢力と敵対している。構成員の風体はサングラスやアフロヘアーなど様々であるが総じて華美。
プレイヤーは彼らから一般車両やVZ軍の乗り物を購入可能。 構成員の主要武器はサブマシンガン。
PMC
主人公が所属している民間軍事会社。前作のEXOPSと思われるが、本作では社名が描写されていない。

## 登場人物
マティス・ニルソン（Peter Stormare）
前作から引き続き登場する、耐久力に優れるスウェーデン人。危険な任務や仕事を率先して行う事が生きがいとなっている。モヒカン頭に加え、両腕には刺青を掘り込み、長く伸ばしたヒゲは両端で三つ編みにするという奇抜なファッションを好んでいる。ソラーノの元から逃げ出す時に尻を撃たれた事を根に持ち、仕返しをするために戦いを挑む。
クリス・ジャコブス（Phil Lamarr）
前作から引き続き登場する、元デルタフォースの韓国系アメリカ人。「正義の為の戦争」を信じて軍隊に入隊したが、実際の戦場は正義とは程遠い姿である事に失望して傭兵となる。
今作では、本当の正義とは何か?と悩んでいるとのこと。
ジェニファー・ムイ（Jennifer Hale）
前作から引き続き登場する、SAS出身の、金に強欲なイギリス系中国人女性。友達にしかあだ名（ジェニー）で呼ばせない。他人の金が自分の物になるときには快感を覚えている。
フィオナ・テイラー（India Dupre）
前作から引き続き登場する。
前作は声のみの登場だったが今回は姿が現れて、主人公にミッションのサポート、ベネズエラ各地域の情報を提供してくれる。ジェニファーとは友人同士で、彼女をあだ名で呼べる数少ない人間の一人である。
声優は、前作のエイミー・リーから変更された。
ユアン・デブリン（Agranov）
PMCに雇用された、ヨーロッパ系のヘリコプターパイロット。陽気で話し好きの人物。プレイヤーが依頼すれば購入した備品、車両を現地に持ってきてくれる。
エヴァ・ナバーロ（Gwen Copeland）
PMCに雇用された女性メカニック。生粋のベネズエラ人であるがゆえに、国を荒廃させたソラーノを憎んでいる。幾つかカスタマイズされた車両を彼女から購入できる。
ミーシャ・ミラニッチ（David Agranov）
PMCの仲間の一人で、酒好きのロシア人戦闘機パイロット。PMCに来る前はソラーノ軍に属する軍人だったが、空爆の際ミスを犯して（実際には上官の座標指示のミスが原因）軍を除隊になった。常に酒を飲み、酔っ払っている。
ロレイン・ルビン（Gwen Copeland）
博士号を取得しているユニバーサル石油の女性役員。ベネズエラでの石油事業を取仕切っている。
周・鵬（Wong Jim）
前作から引き続き登場する、中国人民解放軍の将軍（上将）で、中国共産党党員。前作での階級は大佐（上校）だったが、北朝鮮駐在中の実績を認められて将軍に昇任し、今回は西側諸国を牽制するためベネズエラに赴任。中国の力を世界に見せつけたいと考えており、率直な性格で、主人公を高く評価している。体型が前作登場時と比べてかなり痩せており、容姿だけでなく口調もかなり変更されている。最終的に連合軍の味方をした場合、拘束対象となる。
なお、声優は前作のジェームズ・ホンから変更されている。
フィリップ・ジョイス（Greg Eagles）
連合軍を指揮する有能なCIAエージェント。物語後半で爆弾テロに遭い、車椅子で移動するようになる。最終的にアジアン軍の味方をした場合、拘束対象となる。
マルセラ・アコスタ（Andrea Zafia）
ソラーノ政権打倒を掲げる反政府ゲリラの女性リーダー。マルクス主義者。海外企業のUPとも対立しており、ベネズエラに社会主義政権樹立を目論む。
デビルボーイ
海賊のリーダー。ベネズエラ情勢には全く関心がなく、自らの利益障害となるものは全て敵視している。

## 登場人物（ベネズエラ側）
ラモン・ソラーノ（Wong Jim）
ベネズエラの石油業者、暫定政府大統領。石油国有化政策を掲げるが、主人公を敵に回した事で連合軍とアジアン軍の介入を招いてしまい、アマゾン奥の特殊バンカーに逃げ込む。終盤では核兵器を使用するという暴挙にでて、逃走を図るが最終的には主人公に殺害される（全ての要人を拘束すると連合軍かアジアン軍のどちらかに拘束される）。
カルモナ（Efrain Figueroa）
ベネズエラ軍の将軍。一時監禁されていたが、主人公に救出された後ソラーノと共に軍事クーデターを起こした。ストーリー中盤にPMC本部を襲撃するが、主人公に鎮圧され、身柄をユニバーサル石油に拘束される。
ブランコ（Greg Eagles）
ソラーノに雇われた傭兵で、リベリア出身。主人公らとはアフリカでの紛争で面識がある。金のためならどれほどあくどい事でも平然と行う。ストーリー中盤に石油プラントにいるところを主人公に見つかり、身柄をP.L.A.Vに引き渡される。

## 登場武器

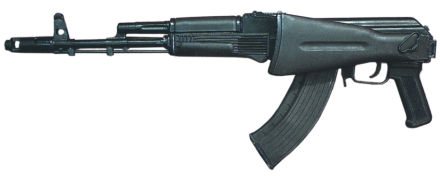
7.62x39mm弾仕様のAK-103。銃床を折りたたんだ状態

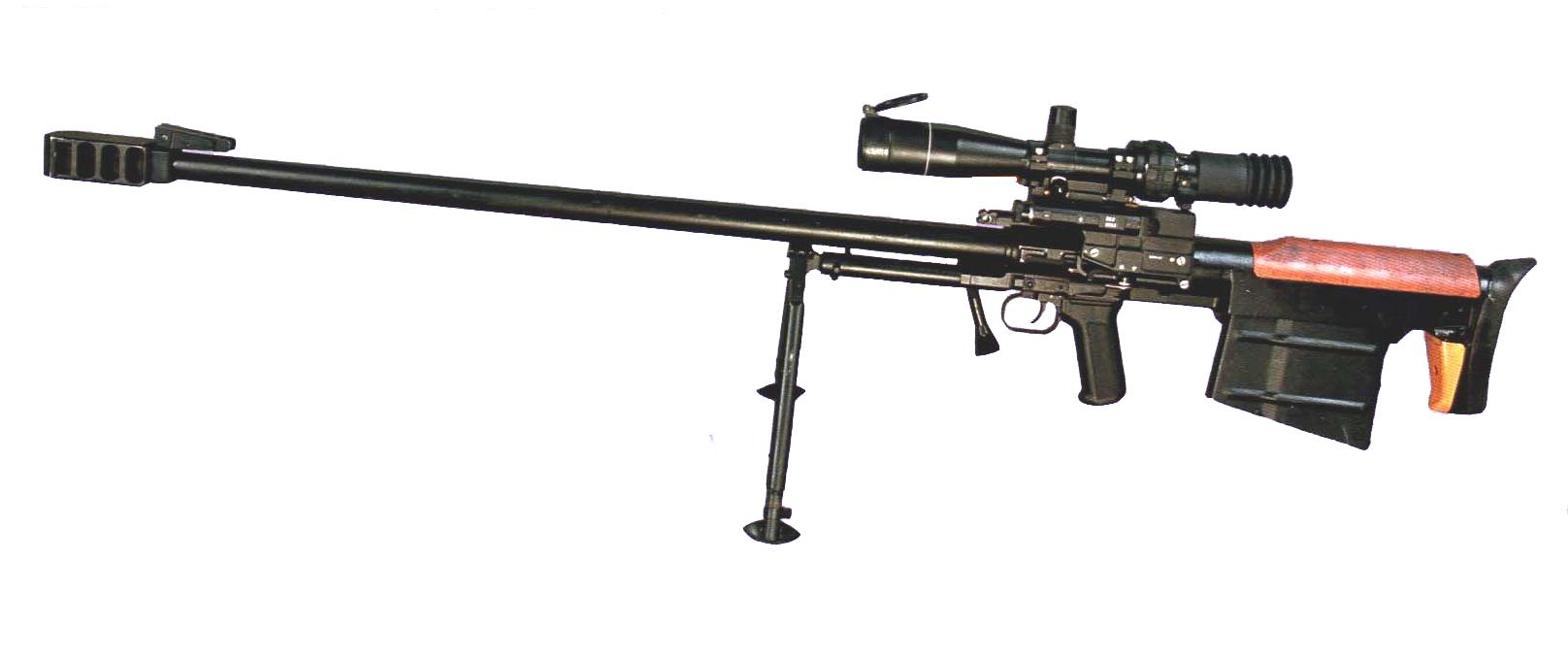
KSVK

ピストル（SIG SAUER P226 / デザートイーグル）
倒されて復活した際に持っている拳銃。威力・命中精度ともに低い。戦車兵や将校が所持している。
特殊部隊用ピストル（SIG SAUER P226）
前述のピストルにサプレッサーをつけた物。サプレッサー付きだが隠密性は皆無。PS2版には登場しない。
狩猟用ピストル（S&W M500）
威力と命中率が高く、大抵の兵士を一撃で倒すことができ、長距離からでも命中精度が高い。ブランコが所持している。

アサルトライフル（AKM / AK-103）
最も使用頻度が高い事実上のメインウェポン。連射が利き、命中率は並程度。木製ストックのものがP.L.A.VのAKMであり、黒色グリップのものがVZのAK-103であるが、名称上の区別はない。
カービン（M4A1）
UPの傭兵部隊が使用しているカービン銃。命中率はアサルトライフルより高いが、弾薬の入手頻度が低いために弾切れを起こしやすい。
コンバットライフル（H&K XM8）
連合軍が使用するアサルトライフル。カービンの上位互換的武器であり、命中精度が高く、装弾数も多い。
ブルパップライフル（95式自動歩槍）
アジアン軍が使用。文字通りブルパップ式であり、命中精度はカービンとほぼ同等である。
マシンピストル（MAC10 / マイクロ UZI）
連射速度が速く、攻撃力も高いが中遠距離での命中率が低い。PS2版には登場しない。
PDW（PP-2000）
マシンピストルの下位互換的サブマシンガン。命中精度は低い。ショップでのみ入手可能。
SMG（長風衝鋒槍）
アジアン軍の将校などが所持している。集弾率が非常に悪い。
特殊部隊用SMG（MP5SD3）
サプレッサーの付いたサブマシンガン。性能に変わりはなく、サプレッサーも飾り程度。
軽機関銃（ミニミ軽機関銃）
装弾数は多いがその分命中精度がかなり低く、1発当たりの威力もさほど高くない。
オートマチック式ライフル（RPK軽機関銃 / QJY-88）
軽機関銃よりも装弾数が若干少なく、連射も利かないが威力が高い。
ショットガン（ベネリ M4 スーペル90）
至近距離では1発で敵を吹き飛ばす威力があるが、距離が開くと威力が減退する。セミオートのため、連射はそれなりに利く。
スナイパーライフル（ドラグノフ狙撃銃 / 88式狙撃銃）

遠距離を狙撃できる銃。少量の装弾数と長めの発射間隔が特徴。
対物ライフル（バレットM95 / KSVK）
威力の高くなった狙撃銃。対人用途としても使え、ヘッドショットでなくとも敵を1発で倒すことが可能。しかし、スコープ無しでの命中精度はスナイパーライフルより若干劣る。
グレネードランチャー（ダネルMGL）
非常に威力が高く、非装甲車両の破壊に適している。発射すると弾が放物線を描いて飛翔する。PS2版には登場しない。
対空ミサイル（FIM-92 スティンガー）
誘導性に優れた地対空ミサイル。対象のロックオンから追尾まで電子音が鳴る。
RPG（RPG-7）
対戦車戦には必須の装備。無誘導のため弾道が不安定であるが威力が高く、対装甲車両戦では重宝する。VZやP.L.A.Vが使用している。
燃料気化ロケットランチャー（PF-97）
ロケットランチャーに燃料気化弾頭を装填したタイプ。着弾すると燃料を辺りに撒き、その後大爆発を起こす。非常に威力が高く、大きなビルですら1発もしくは数発で破壊してしまう。
対戦車ロケットランチャー（SMAW ロケットランチャー）
対戦車用のロケットランチャー。RPGより威力が高く、連合軍が使用する。
重機関銃（M2重機関銃 / DShK38重機関銃 / M60D汎用機関銃）
一部の車両や防衛地点に備え付けてある機関銃。
一部の車両以外は三脚で取り付けてあるため前方しかカバーできなく後方からの攻撃に弱いが、前方の敵にはその連射力と威力で大打撃を与える。リロードは不可。
グレネードマシンガン（Mk19 自動擲弾銃）
重機関銃のグレネード版。威力はグレネードランチャーと変わりないが、圧倒的な連射で敵をなぎ倒せる。三脚で備え付けてあるため、後方からの攻撃には弱い。
無反動砲
強力な無反動砲。連射は利かないが非常に威力が高く、戦車などの装甲車両にも有効。
エルチェ（M101 105mm榴弾砲）
超大型の榴弾砲。360度旋回が利くが、旋回速度は遅い。基本的に無反動砲と同じ性能を持つが、威力だけは桁違いである。
スコーピオン（ZUR-23-2S）
固定式対空砲。武装は機関砲と対空ミサイル。
360度高速旋回できるので死角はなく、対空目標はもちろんのこと、機関砲を使った対地攻撃はかなり強力。
手榴弾（M61手榴弾）
オーソドックスな対人手榴弾。威力はやや低めで、軽車両の破壊にも複数発必要になる。投躑可能距離がそれほど遠くない。
C4
安価かつ高破壊力を誇る。爆薬を投擲後、再び投擲ボタンを押すとリモコン操作で爆破できる。建物や車両などに貼り付けられるようになったため、前作に比べかなり扱い易くなった。

## 登場車両・航空機・船舶

### 連合軍
ユニバーサル石油とP.L.A.Vからは攻撃されないが、それ以外の組織にはカモフラージュは無効。

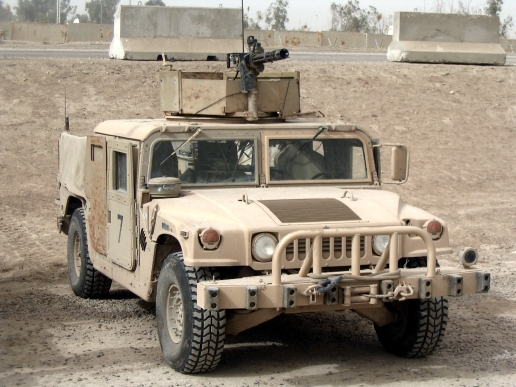
M134 ミニガンを搭載した車両

メッセンジャー（ハンヴィー）

連合軍の軽車両。M2重機関銃搭載型以外にMk.19 グレネードランチャー、BGM-71 TOW対戦車ミサイル搭載型がある。登攀性能に優れる。形状が陸上自衛隊の高機動車に酷似している。
メッセンジャーSAM（アベンジャーシステム）
メッセンジャーにアベンジャーシステムを搭載した対空車両。
エミサリー（M1083 MTV）
連合軍のトラック。トラッククレーン型、セミトレーラー型、タンクローリー型がある。いずれもM2重機関銃を搭載している。
ガーディアンAPC（M1126 ストライカーICV）
連合軍の高性能APC。RWS化したM134 ミニガンを搭載している。
ガーディアンアーティラリー（M1128 ストライカーMGS）
ガーディアンにM68A2戦車砲と12.7mm同軸機銃を搭載した装輪戦車。
ガーディアンジャマー（M1130 ストライカーCV）
ガーディアンにジャミング装置を搭載した車両。
ガーディアンAT（M1134 ストライカーATGM）
ガーディアンにM134と対戦車ミサイルランチャーを搭載した対戦車車両。
ガーディアンSAM（LAV-AD）
ガーディアンにM61 バルカンと4連装地対空ミサイルランチャーを搭載した対空車両。
25mm搭載ガーディアン（LAV-25）
連合軍の歩兵戦闘車。M242 チェーンガンを搭載している。
ディプロマット重戦車（M1A2 エイブラムス）
連合軍の主力戦車。強力なM256戦車砲に加え、M134も搭載している。
ステートマンIFV（M2ブラッドレー歩兵戦闘車）
M242 チェーンガンと2連装TOW対戦車ミサイルランチャーを搭載し、兵員輸送もできる戦闘車両。
ダートランナー
連合軍の偵察バイク。
アンバサダーガンシップ（AH-1W スーパーコブラ）
連合軍の主力攻撃ヘリコプター。M197機関砲、ハイドラ70ロケット弾ポッド、AGM-114 ヘルファイア対戦車ミサイル、AIM-9 サイドワインダー空対空ミサイルと、強力な武装を搭載している。前作のYAH-56の代替的兵器。
リベレーター（MH-53 ペイブロウ）
国連軍の大型輸送ヘリコプター。機体両側にドアガンとしてM134を2門搭載している。大型車両も運搬可能。
高速巡視艇（Mk5特殊任務艇）
M134と4丁のM2重機関銃を搭載している。
ミサイル駆逐艦（サン・アントニオ級ドック型輸送揚陸艦）
モデルとなった艦はドック型揚陸艦だが、作中では127mm艦砲、RIM-116 RAM艦対空ミサイル、ファランクス CIWS、巡航ミサイルを搭載した強力な駆逐艦扱いとなっている。武装ヘリコプターを2機駐機可能。マラカイボ・ブリッジ近くとカラカス港周辺で航行している。

### ユニバーサル石油
カモフラージュは連合軍のみ有効。
レイヴン（キャデラック・エスカレードEXT）
武装テクニカル。M2重機関銃搭載型、Mk.19 グレネードランチャー搭載型、BGM-71 TOW対戦車ミサイル搭載型がある。
アーチャーガントラック（M1083）
中型武装トラック。M2重機関銃を2丁搭載している。
マンティス軽戦車（スティングレイII軽戦車）
軽戦車。LRF戦車砲、30mm同軸機関砲、M2重機関銃を搭載している。
コーサーSUV（キャデラック・エスカレードEXT）
レイヴンの5ドアバージョン。人員輸送用のため、武装は無し。
オーガセミ（ピータービルト379）
大型セミトレーラー。
ローグ（MD 520N）
小型ヘリコプター。さまざまな攻撃型と輸送型がある。
ワーホース巡視艇（複合艇）
Mk.19 グレネードランチャーと3丁のM60機関銃を搭載している。
UPゴムボート
M2重機関銃を搭載したゴムボート。

### アジアン軍
P.L.A.Vからは攻撃されないが、それ以外の組織にはカモフラージュは無効。

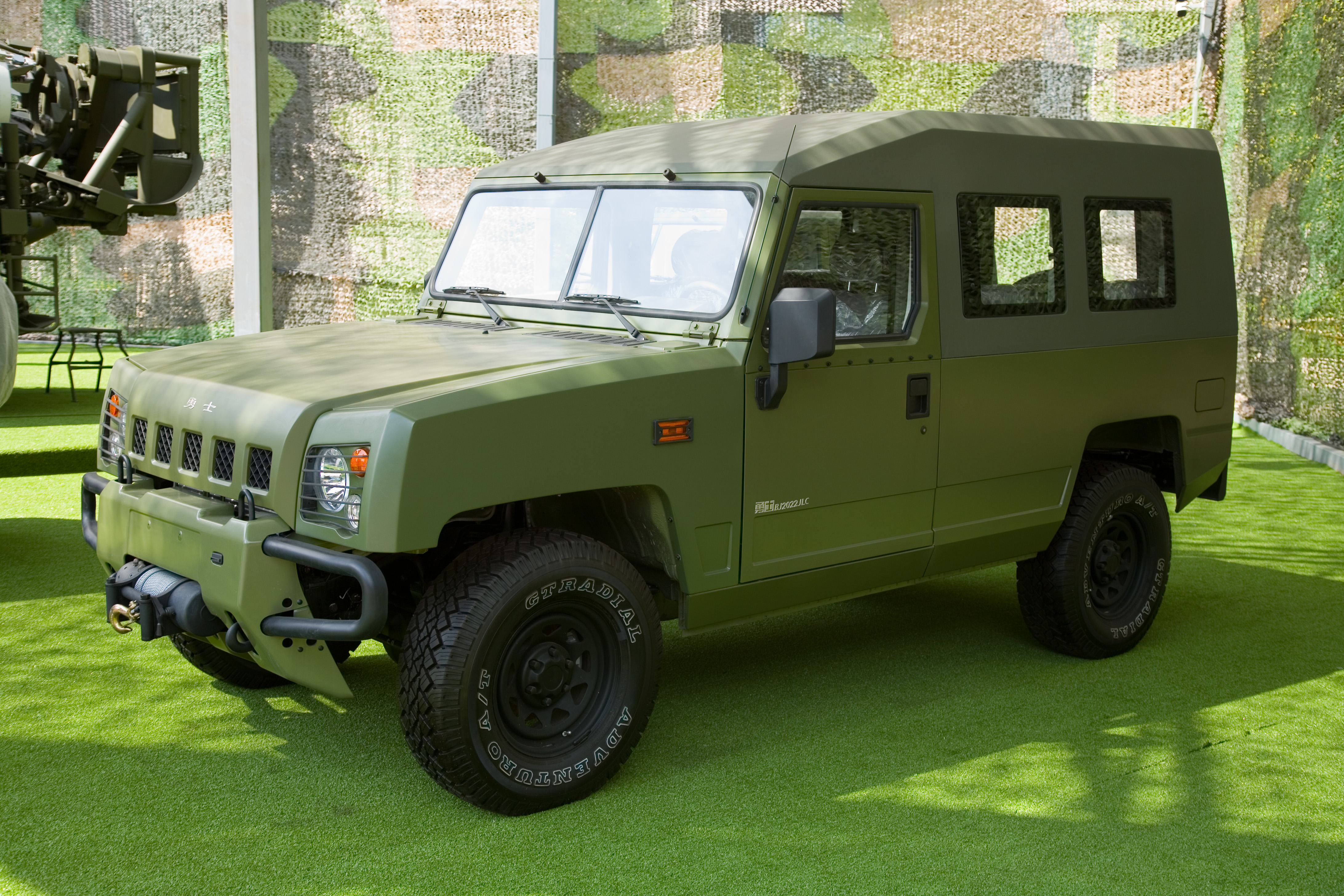
BJ2022

リービング・フォックス（BJ2022）

アジアン軍のジープ型偵察車両。DShK38重機関銃搭載型とMk.19 グレネードランチャー搭載型がある。
MLRS搭載タイガー（81式122mm輪式自行火箭炮）
アジアン軍の大型トラック。荷台に多連装ロケット砲を搭載している。
タイガー（SX250/SX2150）
アジアン軍のトラック。セミトレーラー型、トラッククレーン型、タンクローリー型がある。他勢力のトラックと違い、いずれも非武装。
サラマンダーAPC（92式装輪装甲車）
アジアン軍の装輪装甲車。RWS化された25mm機関砲と12.7mm同軸機銃を搭載している。
S・ドラゴンフライIFV（03式空挺歩兵戦闘車）
25mm機関砲とDShK38重機関銃を搭載している。
アイアン・タブAA（95式自走対空機関砲）
アジアン軍の自走式対空砲。CLC-2PD捜索レーダー、4連装20mm機関砲、QW-2地対空ミサイルを搭載している。アジアン軍基地や本部敷地内に数両配置されている。
テンパード・ハンマー（05式155mm自走榴弾砲）
アジアン軍の自走砲。静止目標に有効な152mm榴弾砲を搭載している。
ドラゴン・ランス軽戦車（63式水陸両用戦車）
アジアン軍の軽戦車。105mm戦車砲とDShK38重機関銃を搭載している。
アイアン・マウンテン重戦車（99式戦車）
作中最強の戦車。強力な125mm戦車砲とDShK38重機関銃を搭載しており、1発の砲弾でビルを破壊できる。
ワーソン攻撃ヘリ（WZ-10）
アジアン軍の攻撃ヘリコプター。23mm機関砲とロケット弾ポッド、HJ-10対戦車ミサイルを搭載している。
ローカストアサルトヘリ（Ka-29TB ヘリックスB）
2重ローターが特徴の輸送攻撃ヘリコプター。兵員と物資が輸送できるほか、ガンポッドとロケット弾ポッドを搭載しているため、支援攻撃がこなせる。
J・ウィンド重輸送ヘリ（Mi-26 ヘイロー）
アジアン軍の大型輸送ヘリコプター。大型車両も運搬可能。頻繁にアジアン軍基地を旋回している。
ブレード・ソング（黄蜂型ミサイル艇）
AK-230と強力なP-15 テルミート艦対艦ミサイルを多数搭載している。
ダイナスティ大型駆逐艦（深圳）
127mm艦砲、AK-630、HQ-7艦対空ミサイルを搭載した駆逐艦。マルガリータ港付近を航行している。

### P.L.A.V
連合軍、ユニバーサル石油、海賊、ソラーノ軍以外からは攻撃されない。

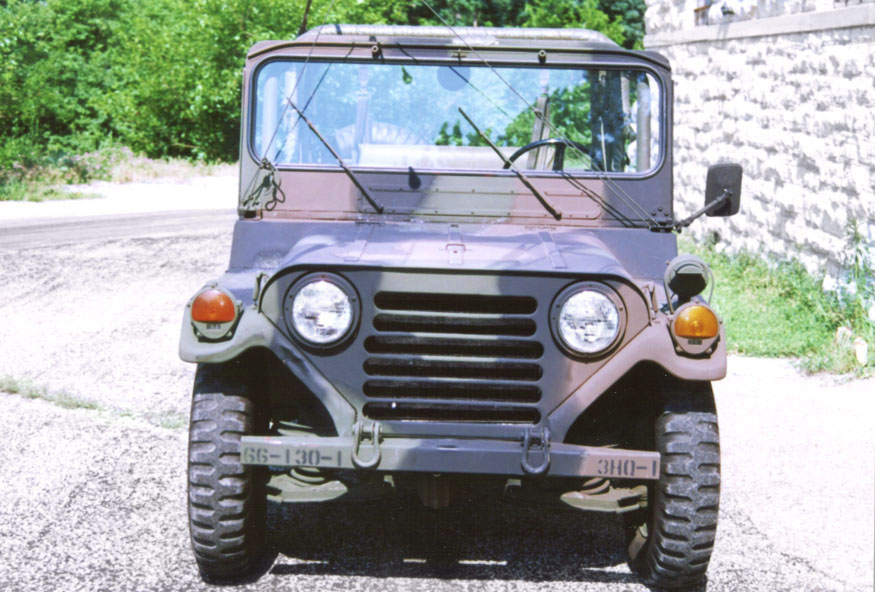
M151A2

コラレス偵察車（M151）

P.L.A.Vのジープ。非武装の偵察型と上部にM2重機関銃を搭載したものがある。
ボーデン
P.L.A.Vの武装バギーカー。さまざまなタイプがある。
ボリバルトラック（M35A3 トラック）
非武装の輸送型とM2重機関銃を2丁搭載したガントラック型、M45四連装対空機関銃架を搭載した自走式対空砲型がある。
マルティネスAPC（M113装甲兵員輸送車）
P.L.A.Vの装甲兵員輸送車。武装はM60機関銃。
アルベンスAA（M163対空自走砲）
マルティネスにM134 ミニガンを搭載した自走式対空砲。
サルバトール軽戦車（M551シェリダン）
152mm戦車砲（ガンランチャー）とM2重機関銃を搭載している。
ミラバルオフロードバイク
P.L.A.Vの偵察バイク。
カストロ（UH-1D）
P.L.A.Vの汎用ヘリコプター。非武装の輸送型からガンシップ型までさまざまな種類がある。
プレステス巡視艇
25mm ガトリング砲と2丁のM60機関銃を搭載している高速モーターボート。
カーディナスゴムボート
DShK38重機関銃を搭載したゴムボート。

### 海賊
カモフラージュすると海賊以外の組織から攻撃される。
ブジュ（フォード・F-150）
非武装の輸送型と武装したテクニカル型がある。テクニカル型の方にはM60機関銃を搭載している。
デビルボーイバギー
海賊のリーダー、デビルボーイが保有するバギーカー。派手な塗装が施され、M2重機関銃を搭載している。
マーキートラック（ケンワース K100）
海賊のセミトレーラー。ほかの海賊所有の乗り物と同様にボディカラーは黄色。
ガンニー（SA 316 アルエットIII）
海賊の小型ヘリコプター。さまざまな攻撃型と輸送型がある。
クリリカンカッター
輸送船にM2重機関銃を搭載した海賊船。
リトル・ディンバ
海賊のジェットスキー。

### ソラーノ軍

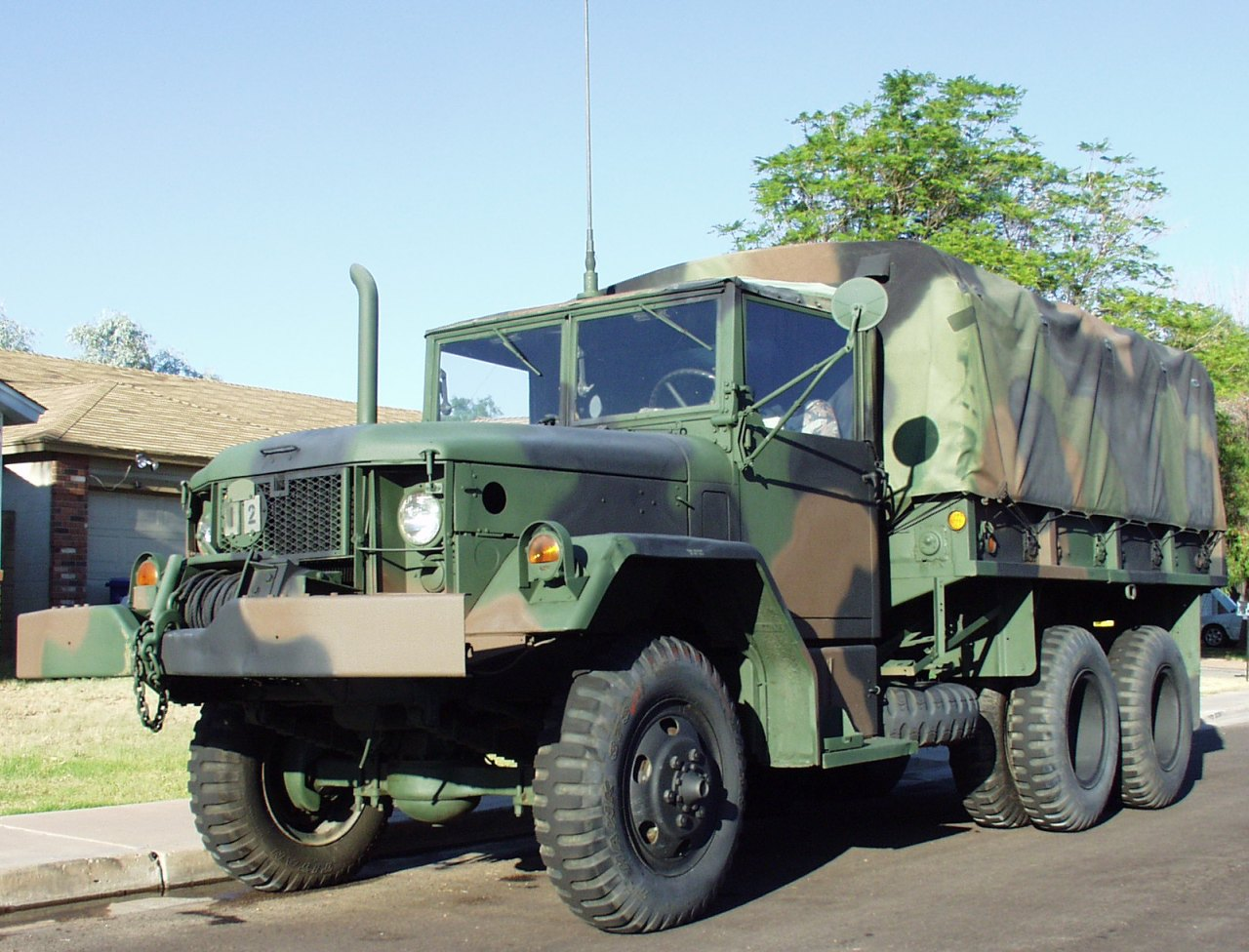
M35A2

基地侵入のみ効果があるが、それ以外のカモフラージュは無効。

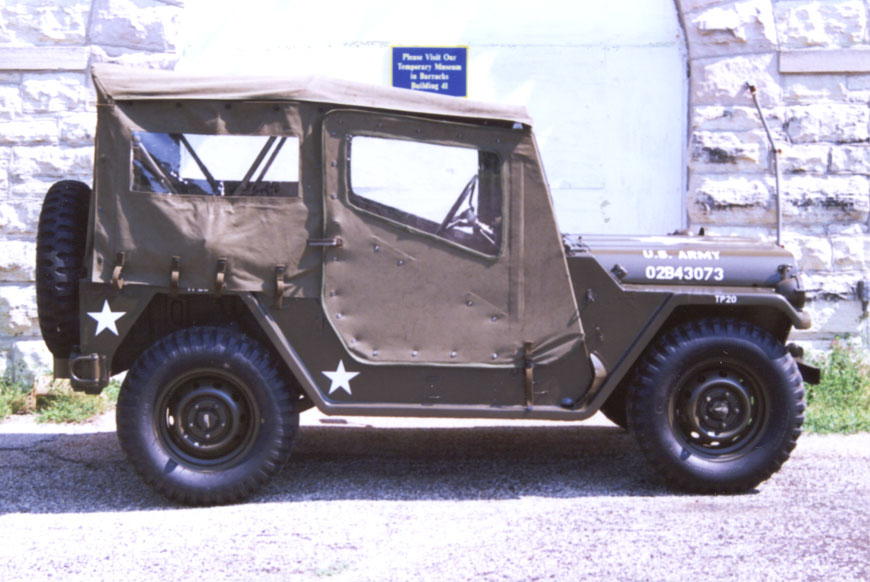
M151A2

イグアナ（M151）

ソラーノ軍のジープ。屋根のついた非武装の偵察型と上部にDShK38重機関銃を搭載したものがある。
カプチン（M35A3 トラック）

非武装の輸送型とDShK38重機関銃を2丁搭載したガントラック型、M45四連装対空機関銃架を搭載した自走式対空砲型がある。
アルマジロAPC（M113装甲兵員輸送車）
DShK38重機関銃を搭載した装甲兵員輸送車。
アルマジロAA（M163対空自走砲）
アルマジロにM134 ミニガンを搭載した自走式対空砲。
アルマジロジャマー（M577）
アルマジロにジャミング装置を搭載した車両。
プーマ軽戦車（FV101 スコーピオン）
ソラーノ軍の軽戦車。90mm戦車砲とDShK38重機関銃を搭載している。機動力と攻撃力が高い。
ジャガー戦車（AMX-30）
ソラーノ軍の中戦車。105mm戦車砲とDShK38重機関銃を搭載している。特に特徴の無い標準的な戦車。
ジャガー重戦車（AMX-30B2 ブレンヌス）
ソラーノ軍の重戦車。ジャガー戦車の改良型。武装は強化されており、120mm戦車砲と20mm同軸機関砲に変更されているほか、爆発反応装甲が装着されている。
モスキートAA
ジャガー戦車の車体にAIM-120 AMRAAM地対空ミサイルを搭載した対空戦車。
ケストレル（SA 316 アルエットIII）
ソラーノ軍の小型ヘリコプター。非武装の輸送型から攻撃型まで、様々なタイプがある。
アナコンダ（Mi-35）
ソラーノ軍の主力攻撃ヘリコプター。M134と9K114 シュトゥールム対空・対地ミサイル、S-5ロケット弾ポッドを搭載している。耐久力も高い。
コンドル（Mi-26 ヘイロー）
ソラーノ軍の大型輸送ヘリコプター。最初のミッションでのみ登場するが、プレイヤーは海賊から購入可能。
クロコダイル攻撃型砲艦（ステンカ級哨戒艇）
ソラーノ軍の砲艦。AK-630、8連装ロケット砲、DShK38重機関銃を搭載している。
ピラニア偵察ボート
20mm機関砲と2丁のM2重機関銃を搭載している。

### PMC

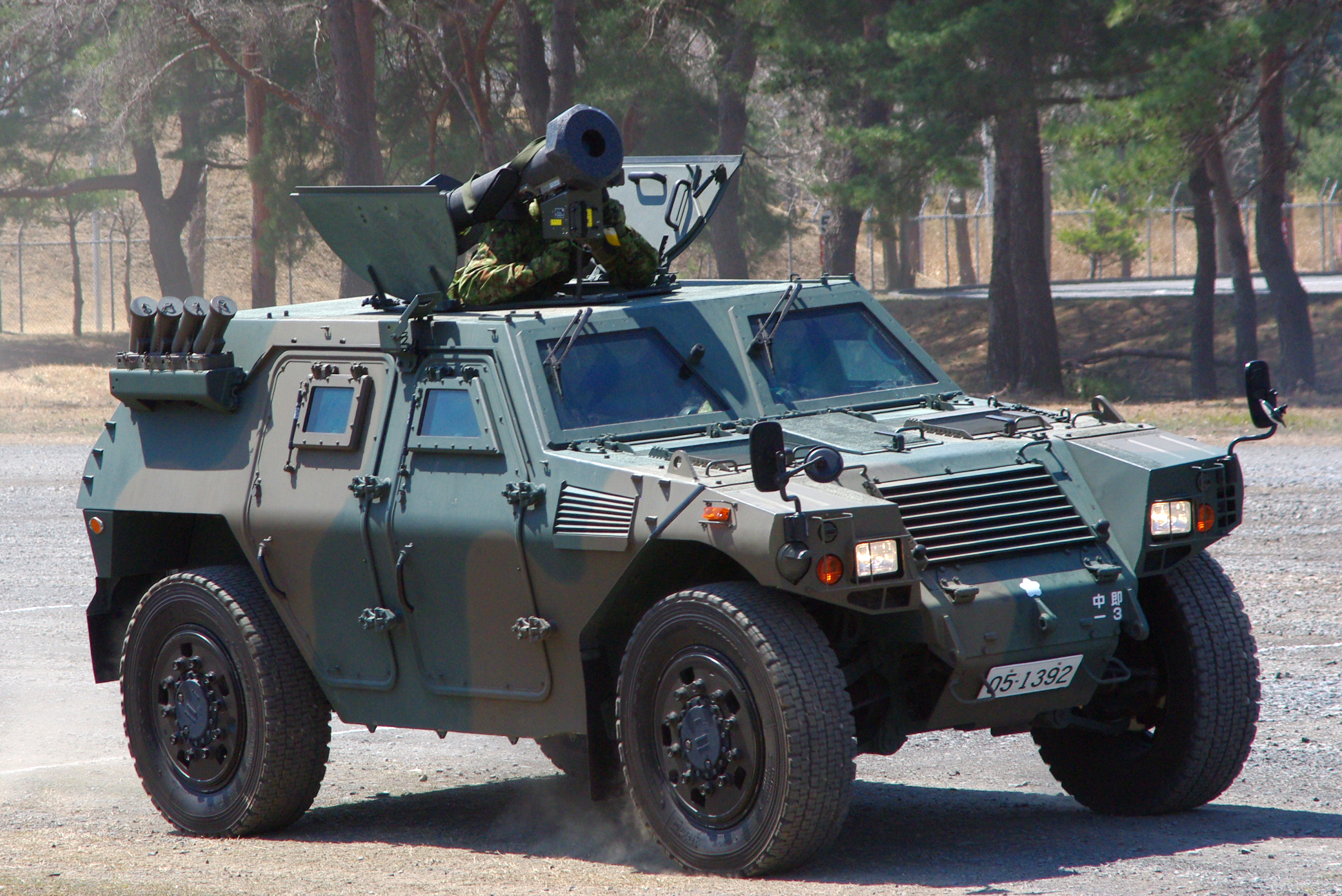
軽装甲機動車

車両とバイクは、ベネズエラ各地に散らばっているスペアパーツを集めるかエヴァからのチャレンジ・ゲームをクリアすることで購入可能になる。また、各組織と友好関係が中立以上の時は、ソラーノ軍以外からは攻撃されない。
アーバン・コマンドー（ケーニグセグ・CCR）
高性能スポーツカー。対戦車ミサイルランチャーを搭載している。
バルカン4x4（軽装甲機動車）

装甲SUV。M197機関砲を搭載している。
ブラックハート
2ドアのカスタム・マッスルカー。並外れた速度が出せる。
チャカロ・デ・ムエルテ（ポンティアック・GTO）
モンスタートラック。ブースターによるジャンプ機能を実装している。
スコーチャー
バギーカー。Mk.19 グレネードランチャーとAGM-114 ヘルファイア対戦車ミサイルを搭載している。
パンツァーサイクル
キャタピラを履いたハイブリッドバイク。非常に走破性が高い。M134 ミニガンを搭載している。
サボタージュ（ツェンダップ・KS750）
サイドカー付きバイク。M60機関銃を搭載している。
トリトン偵察ボート
M134と20発のロケット弾を搭載している高速ボート。PMC本部に常時2隻が係留されている。
UH-1
イワンが操縦するヘリコプター。送迎と物資輸送に使用される。塗装は緑色。
Mi-26 ヘイロー
大型車両や戦車などの輸送用大型ヘリコプター。プレイヤーは操縦不可能。

### 一般車両
正体が判明するまで全ての組織から攻撃されない。
ユンカー（フレイトライナー FLB）
カラカス港周辺に多く見られるゴミ収集車。
タクシー（ベントレー・コンチネンタル・フライング・スパー）
マラカイボ周辺でのみ出現する。
商業バン
ボックスタイプなど特殊タイプもある。
トラクター（ケンワース K100 / ピータービルト 377）
マラカイボ湖周辺とハイウェイを走行している。
スポーツカー
3種類のタイプが登場。フロントデザインはケーニグセグ・CC8Sなどに似ている。旧式のカマロのようなアメリカンマッスルカーも登場。
オートバイ
スポーツレプリカ、オフロード、チョッパースタイルのアメリカンの3種類。連合軍とP.L.A.Vの所有している偵察バイクもある。PS2版には登場しない。
ElDorado National Escort RE-A 35
市内を走るバス。車体に落書きが描かれている。

### 海上交通
輸送船
マラカイボ湖を航行している貨物船。とても大きく、各種車両やヘリコプターも積載することが可能。
トロール漁船
マラカイボ湖を航行しているトロール船。速度は遅い。
スピードボート
高性能中型ボート。
モーターボート
小型だが速度は遅い。
ウェーブスキマー
海で頻繁に見かける水上オートバイ。速度が速く移動に有利。

## 砲撃・空爆
戦闘機パイロットを雇用し（一部の空爆は除く）、各組織から購入することで要請できるようになる。全般的に破壊力は前作を上回る。（）内は価格。
砲撃 ビーコン（150k）
電波妨害があっても支援可能で、前作より破壊力が上がっている。
爆撃 スモーク（75k）
爆弾2発による空爆。
バンカーバスター レーザー（300k）
地中貫通爆弾。高層ビルでも一回の空爆で破壊可能。
絨毯爆撃 サテライト（375k）
広範囲な目標物の破壊が可能。
巡航ミサイル攻撃 ビーコン（600k）
狭い範囲での攻撃に向いている。
クラスター爆弾 スモーク（75k）
スモークを投げて要請する。建物は破壊不可だが、戦車と敵兵の排除は可能。
制空支援 スモーク（150k）
スモークで要請。敵のヘリコプターの破壊のみ有効。
デイジーカッター スモーク（375k）
人、建物、戦車を一気に破壊できる。
燃料気化爆弾 スモーク（200k）
狭い範囲での攻撃に有利。
レーザー誘導爆弾 レーザー（300k）
遠距離から破壊目標物の要請ができるのが利点。
MOAB スモーク（500k）
広範囲な破壊が可能。
ロケット攻撃 サテライト（350k）
ロケット爆弾による空爆で威力が高め。
誘導爆弾 ビーコン（450k）
威力は普通。
戦略ミサイル攻撃 ビーコン（400k）
威力と値段が高め。
局所攻撃 サテライト（525k）
広範囲の目標物が破壊可能。
対戦車弾 スモーク（100k）
戦車のみ有効。
UP空爆 スモーク（400k）
ユニバーサル石油から購入可能な支援攻撃。
UP陸上攻撃 スモーク（500k）
クラスター爆弾。
UPタンク攻撃 スモーク（75k）
戦車撃破専用。

## 地名

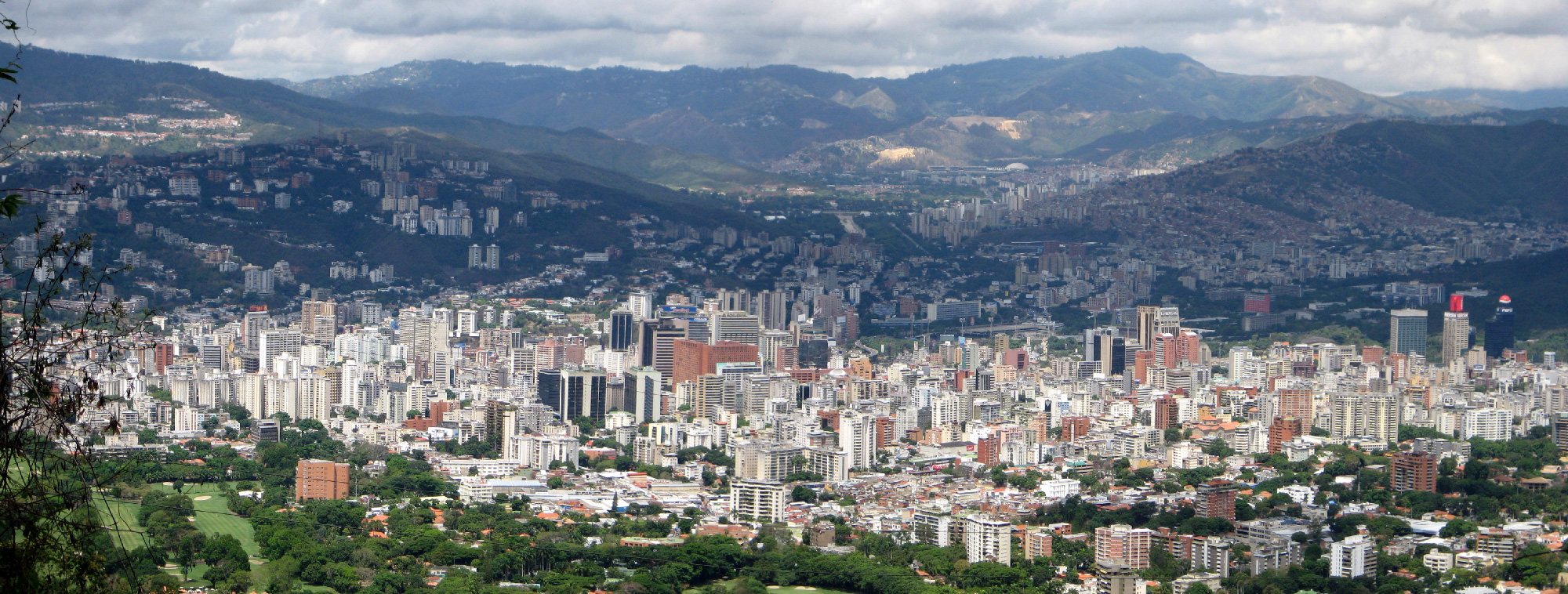
カラカス中心部全景

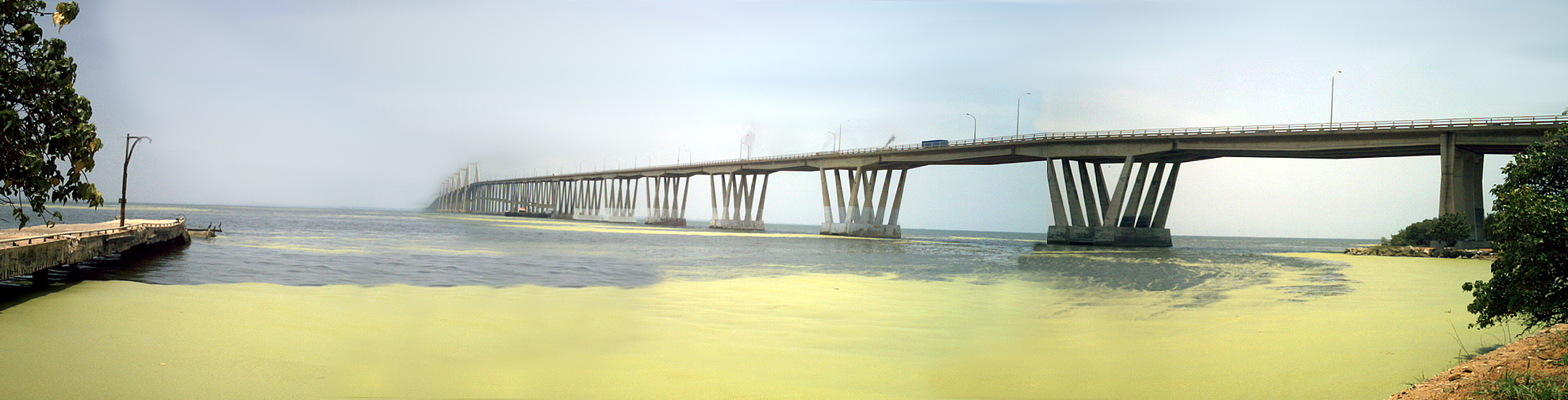
ラファエル・ウルダネタ橋

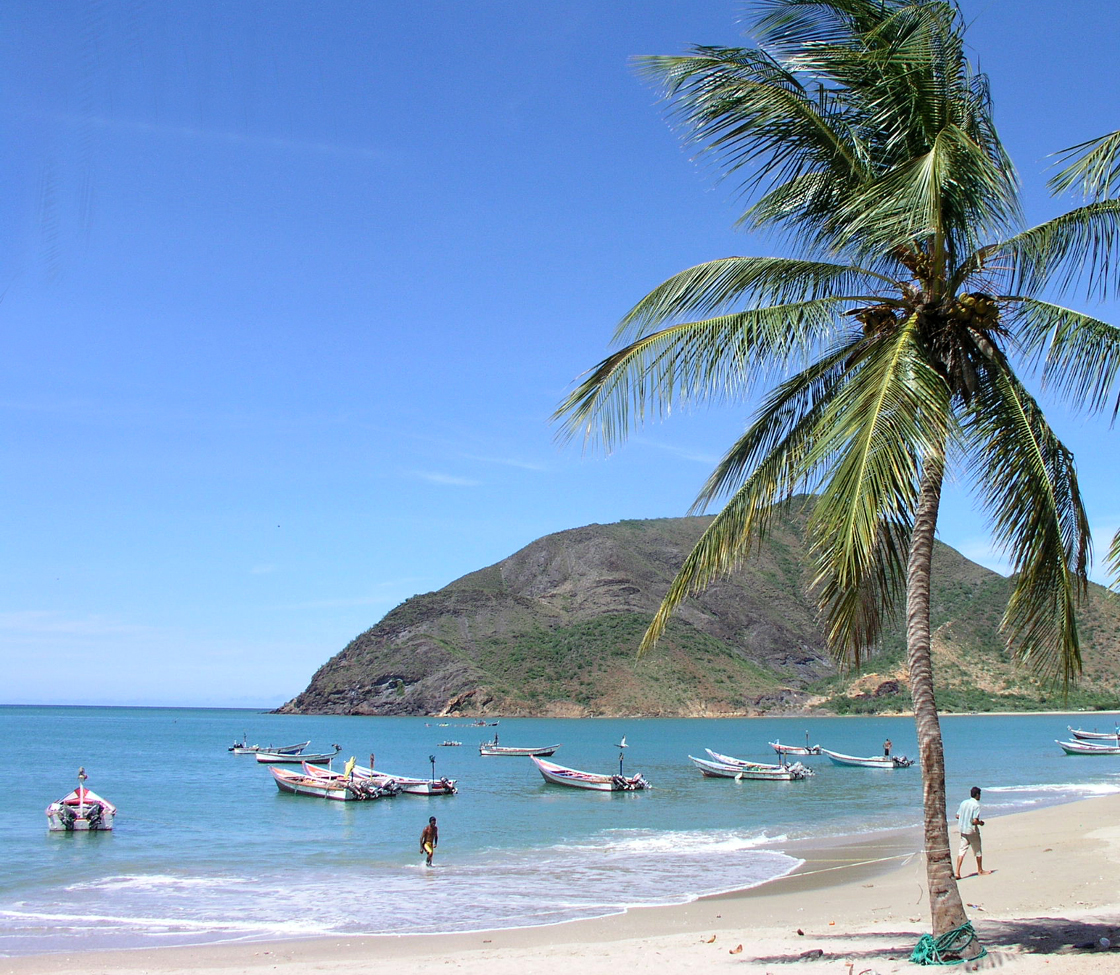
マルガリータ島

カラカス
ベネズエラの首都。高層ビルが林立し、フランシスコ・ファハルド高速道路がある。内戦の影響で建物の一部が破壊されている。郊外には連合軍の本部が、市内には連合軍の駐屯地が3ヶ所所在する。ストーリー後半では連合軍とアジアン軍との戦闘が激しくなったため、民間人や一般車両の姿はほとんど見られない。また、ストーリー終盤でアジアン軍のミッションを選択した場合は、以降アジアン軍が市内を巡回している。
マラカイボ
カラカスに次ぐ大都市。カラカス同様、ストーリー後半では内戦が激化しているため、建物のほとんどが破壊されている。
街にはUP社の高層ビルがある。ミッション後半では、UPの傭兵と連合軍兵士が市内を巡回している。
マラカイボ湖

ベネズエラ湾に繋がっている湖。石油採掘基地が3ヶ所ある他、石油掘削用の井戸が多数設置されている。湖畔沿いに旧ソラーノ私邸が所在する。序盤で邸宅が主人公に制圧されて、PMCの現地本部として使用することになる。今回は野戦病院が登場せずに主人公の体力が尽きた際に搬送される場所でもある。カルモナ将軍橋はソラーノがラファエル・ウルダネタ将軍橋の名前を変えたものである。
クマナ
アジアン軍の基地が所在する。連合軍かアジアン軍のミッションを選択するかで巡回する軍隊が変わる。郊外にはアジアン軍の指令本部がある。
メリダ
中規模都市。P.L.A.Vの基地が1箇所あり、市内をジープ、ガントラック、ヘリコプターが巡回している。
ストーリー開始直後はVZ軍に占領され危険な地域であったが、中盤にプレイヤーが市内を制圧以降はP.L.A.Vのテリトリーになり、殺伐とした雰囲気は無くなる。
シウダード・グアヤナ
グアナレ
中規模都市。郊外にベネズエラ軍基地が3箇所あり、偵察車両が市内で多く見受けられる。
要塞島
マラカイボ湖の中央にある島で、16世紀に建造された城塞がある。城塞はそのままベネズエラ軍の根拠地となっており、難攻不落を誇るが、ストーリー中盤で主人公によって破壊される。
マルガリータ島

アジアン本部東側にある島でリゾート地。島内は立ち入り禁止区域で主人公が上陸するとアジアン軍兵士に攻撃される。観光客など民間人が多数軟禁されている。
エンジェルフォール
ソラーノがいたバンカー近くにある大規模な滝。
オリノコ川
南アメリカ大陸で第三の大河。グアナレ近くにP.L.A.Vの前哨基地がある。
アマゾン熱帯雨林
南部に広がるジャングル地帯。連合軍、アジアン軍、ベネズエラ軍の小規模施設がある。また、アマゾンの奥深くに行くとエンジェルフォールやソラーノが潜伏していた巨大バンカーが存在する。

## PlayStation 2版
PS2版では、前作とほぼ同じエンジンが使用されているため兵士の動き方や空爆の要請、標的の人物の拘束などが前作に似たものとなっている。
- 地図が大幅に縮小され、ミッションが簡略化・減少している。
- 地理（地形や建物の内部などの構造）がかなり違う。
- 他機種版で登場する乗り物（60種類登場）、武器の一部が登場せず、前作と同じ物が登場している。
- PMC本部にて乗り物の保存が可能。
- 通貨単位が他機種版では「K」などで表記されるのに対してPS2版では前作同様米ドルとなっている。
- 空爆要請、補給物資、車両の購入は、各組織の連絡員からの依頼をこなせば、購入可能になる。
- 各組織の連絡員の名前や容姿が他機種版と全て異なっている。
- 2人協力プレイが搭載されていない。
- 最終任務でソラーノのバンカーを破壊した時点でストーリー終了となり、その後のエンディングデモ以外の演出が全てカットされている。
- マップ上に空爆用の爆弾が存在しない。
- 収集物はスペアパーツの代わりにドッグタグやブリーフケースなどがあるが特典がない。
- 戦車またはヘリコプターをハイジャックする際にボタン操作を間違えても失敗しない。
- 戦車またはヘリをハイジャックした時に燃料が手に入る。
- 各組織のミッション完了後、報酬と燃料が貰える。
- PS2版のみにしか登場しないミッションと、PS2版では登場しないミッションがある。
- パイロットやメカニックなどが味方になる経緯が異なる。
- ユアンによるヘリ移動や物資の回収要請システムが削除されている。
- 一部のムービーシーンに字幕がない。
- PMCにて仲間との賭けができない。
- PMCにてフィオナのカスタムフェニックスが存在しない。
- HVTsや目標物破壊任務が存在しないが、連合軍から依頼されるソラーノ軍限定の高額標的人物拘束の任務が存在する。
- 海賊のメインミッションが無く、連絡員によるサブミッションのみになる。
- 通報システムが無く、各組織の兵士や民間人を殺害した場合のみ友好度が左右される。
- 拠点確保の際、敵司令部の中に1分間居座ることで占拠扱いとなる。
- 音声が前作からの使い回しが多いため、前作に登場したが今作では登場していない人物の言及が台詞内（字幕は修正されている）に存在するなど誤植が多い。
- 他機種版にある周回の概念がなく、クリアデータをロードすると最終任務が未遂の状態に戻される。

## 論争
ベネズエラ政府はこのゲームに対して「実際に同国ではクーデターは起こらない。アメリカ政府はウゴ・チャベス大統領を失脚させようとしている」として同政府に抗議をした。
一方、開発元であるパンデミック・スタジオでは「ゲーム中に登場するストーリー、登場人物はフィクションであり開発にはアメリカ政府の者は関与していない」と反論している。
販売元のエレクトロニック・アーツと競合するアクティビジョン・ブリザードの作品『コール オブ デューティ ゴースト』でも同様の批判がベネズエラ政府系の団体から起きている。
なお、ベネズエラでは様々なビデオゲームが暴力的であるとして禁止されている。